# Kadeem Harris
Kadeem Raymond Mathurin-Harris, plus connu sous le nom Kadeem Harris, né le 8 juin 1993 à Westminster au Royaume-Uni, est un footballeur anglais. Il joue au poste de milieu de terrain.

## Biographie
Le 30 janvier 2012, il rejoint le club de Cardiff City. Avec cette équipe, il inscrit quatre buts en deuxième division anglaise lors de la saison 2016-2017.
Le 13 juillet 2019, il signe un contrat avec Sheffield Wednesday.